# Kim Sơn (thị trấn)
Kim Sơn là thị trấn huyện lỵ của huyện Quế Phong, tỉnh Nghệ An, Việt Nam.

## Địa lý
Thị trấn Kim Sơn nằm ở phía đông nam huyện Quế Phong, có vị trí địa lý:
- Phía đông giáp xã Mường Nọc
- Phía tây giáp xã Châu Kim
- Phía nam giáp xã Mường Nọc
- Phía bắc giáp xã Hạnh Dịch và xã Tiền Phong.

Thị trấn Kim Sơn có diện tích 23,44 km², dân số năm 2018 là 7.897 người, mật độ dân số đạt 337 người/km².

## Lịch sử
Ngày 12 tháng 7 năm 1990, Ban Tổ chức – Cán bộ Chính phủ ban hành Quyết định số 321-TCCP về việc thành lập thị trấn Kim Sơn trên cơ sở điều chỉnh 121,6 ha diện tích tự nhiên và 2.726 người của xã Mường Nọc, 30 ha diện tích tự nhiên của xã Tiền Phong.
Đến năm 2018, thị trấn Kim Sơn có diện tích 1,46 km², dân số là 3.500 người, mật độ dân số đạt 2.397 người/km².
Ngày 17 tháng 12 năm 2019, Ủy ban Thường vụ Quốc hội ban hành Nghị quyết 831/NQ-UBTVQH14 về việc sắp xếp các đơn vị hành chính cấp xã thuộc tỉnh Nghệ An (nghị quyết có hiệu lực từ ngày 1 tháng 1 năm 2020). Theo đó, điều chỉnh 17,88 km² diện tích tự nhiên và 3.373 người của xã Mường Nọc, 4,10 km² diện tích tự nhiên và 1.024 người của xã Tiền Phong vào thị trấn Kim Sơn.
Sau khi điều chỉnh, thị trấn Kim Sơn có diện tích 23,44 km², dân số là 7.897 người.